# Докторша и полковник
Докторша и полковник (итал. La dottoressa ci sta col colonnello) — итальянская эротическая комедия режиссёра Микеле Массимо Тарантини.

## Сюжет
Полковник Анаклето Пунцоне работает главным врачом военного госпиталя. Во время медицинского осмотра призывников замечает у Артуро Маццанколла мужское достоинство большого  размера, о каком мечтает сам. Он оставляет его работать в госпитале медбратом. Пунцоне едет на медицинский семинар по трансплантологии, где встречает американского врача Еву Расселл. Он влюбляется в неё, но стесняется, потому что имеет пунктик относительно своего маленького мужского достоинства. У полковника возникает идея сделать пересадку органа Мацанколле себе. Для этого он приглашает Артуро жить к себе домой и следить за его здоровьем. Жена полковника одновременно приглашает жить к ним в дом Еву.

## Актёры
| Актёр          | Роль                       |
| -------------- | -------------------------- |
| Надя Кассини   | доктор Ева Расселл         |
| Лино Банфи     | полковник Анаклето Пунцоне |
| Альваро Витали | Артуро Маццанколла         |
| Мализа Лонго   | Джованна Пунцоне           |
| Бруно Миннити  | лейтенант Ланчетти         |